# Lamotte-Buleux
Lamotte-Buleux é uma comuna francesa na região administrativa de Altos da França, no departamento de Somme. Estende-se por uma área de 6,16 km². Em 2010 a comuna tinha 364 habitantes (densidade: 59,1 hab./km²).